# Gertrud Wagner
Gertrud Aloysia Wagner, geborene Höltei (geboren am 13. Dezember 1907 in Görz, Österreich-Ungarn; gestorben am 23. Juni 1992 in Wien) war eine österreichische Soziologin und Wirtschaftswissenschaftlerin.

## Leben
Gertrud Höltei war die Tochter des Eisenbahningenieurs und Hofrats Jakob Höltei (1871–1942) und der Stefanie Löw Beer.  Sie wuchs in Tarvis, in Kärnten und in der Steiermark auf und lebte ab 1923 in Wien.
Höltei wurde Mitglied der Vereinigung sozialistischer Mittelschüler, in der sie auf Marie Jahoda traf. Nach der Matura studierte sie ab 1926 Rechts- und Staatswissenschaften an der Universität Wien und wurde 1931 in Jura promoviert. Sie heiratete den Journalisten Ludwig Wagner (1900–1963), ihre Ehe hielt nicht lange. Beide wurden Mitglied der Sozialdemokratischen Arbeiterpartei (SDAP). Ludwig Wagner schloss sich 1934 der Kommunistischen Partei Österreichs (KPÖ) an und emigrierte 1938 über Schweden in die USA, wo er zuletzt als Professor of Economics arbeitete.
1931 bis 1936 war Gertrud Wagner Mitarbeiterin der Österreichischen Wirtschaftspsychologischen Forschungsstelle, die sie 1934/35 gemeinsam mit Jahoda leitete. Wagner arbeitete zeitweise für die Marienthal-Studie in der Projektverwaltung und bei der Datenauswertung. Daneben arbeitete sie 1932 bis 1935 als Fürsorgerin bei der Kinderübernahmestelle der Stadt Wien.
Unter den politischen Bedingungen des Ständestaats sah sich Wagner im Februar 1936 gezwungen, nach Großbritannien zu emigrieren. Ihre Eltern wurden in das Ghetto Theresienstadt deportiert, ihr Vater starb dort an den Haftbedingungen, ihre Mutter wurde 1944 im KZ Auschwitz ermordet.
An der Universität London studierte sie Soziologie und Psychologie und wurde 1939 ein zweites Mal promoviert und machte 1940 auch noch einen M.A. in Psychologie. 1937/38 arbeitete Wagner bei einem Projekt des Pilgrim Trust über Langzeitarbeitslose mit. Anschließend war sie 1938 bis 1939 Marktforscherin bei London Press Exchange, danach 1939 bis 1948 Senior Research Officer beim War-time Social Survey.
Im Mai 1948 kehrte Wagner nach Wien zurück, wo sie 1949 Mitglied der Sozialistischen Partei Österreichs (SPÖ) wurde. Zunächst arbeitete sie als Angestellte der Österreichischen Länderbank, dann als Assistentin an der Abteilung für Soziologie des Instituts für Höhere Studien. Sie spezialisierte sich auf den Konsumentenschutz und war österreichische Repräsentantin in der International Organization of Consumers Unions.

## Schriften (Auswahl)
- (Mitarbeit): Men without work. A report made to the Pilgrim Trust. Cambridge: Cambridge University Press, 1938
- Saving and spending in worktown. Dissertation, University of London 1939 (ms)
- Manufactured food enquiry. Wartime social survey. New series, 28, 1942
- Food during the war. United Kingdom: Wartime Social Survey, 1943
- Vegetable consumption in four selected towns. A survey made for the Ministry of Food. London: Central Office of Information, 1945